# Al-Muhasibi
al-Muḥāsibī, Abū ‛Abdallāh b. al-Ḥārit (Basra, 781 - Bagdad, 857), latinizado como Al-Muhasibi, teólogo y místico musulmán, iniciado en el sufismo. Es conocido principalmente por su obra K. al-Ri’āya li-ḥuqūq Allāh, (El libro de la observancia de los derechos de Dios). Fue maestro de al-Sarī al-Saqātī, tío y maestro de Ŷunayd. 